# 陸家嘴金融貿易區開發
上海陸家嘴金融貿易區開發股份有限公司，簡稱上海陸家嘴金融貿易區開發股份、上海陸家嘴金融貿易區開發，以及陸家嘴金融貿易區開發（英語：Shanghai Lujiazui Finance & Trade Zone Development Company Limited，上交所：600663/900932，简称：陆家嘴/陸家B股），在1992年，由上海陸家嘴（集團）有限公司，以及上海國際信託有限公司組成，專門在陸家嘴金融貿易區进行土地开发与项目建设。
主要發展項目包括星展銀行大廈、渣打銀行大廈等資產，總部位於上海市浦东新区峨山路101号1号楼，也就是陸家嘴金融貿易區的活動場地。而董事長為楊小明，總裁為李晉昭。
股份分別在1993年6月28日和1994年11月22日於上海證券交易所A股（人民幣結算）和B股（美元結算）上市。